# Adam Konarski
Adam Konarski herbu Abdank (ur. 1526, zm. 2 grudnia 1574 w Ciążeniu) – biskup poznański i dyplomata, ambasador Rzeczypospolitej w Królestwie Francji w 1573 roku, prepozyt kapituły katedralnej poznańskiej w latach 1552–1562, sekretarz królewski w 1551 roku.

## Życiorys
Jego rodzicami byli wojewoda kaliski Jerzy Konarski oraz Agnieszka z Kobylińskich. Studia rozpoczął w Akademii Lubrańskiego, następnie uczył się we Frankfurcie nad Odrą, od 1542 w Wittenberdza, a następnie w Padwie, skąd wrócił do kraju w 1547 roku. Starał się wówczas o koadiutorię prepozytury poznańskiej, której nie otrzymał jednak. W związku z tym wypełniając wolę swojego ojca rozpoczął karierę świecką.
W 1548 roku został przyjęty na dwór królewski obejmując urząd sekretarza królewskiego, a od 1551 roku także podkomorzego poznańskiego. W tym samym roku zrzekł się jednak urzędu podkomorzego otrzymując poznańską prepozyturę. W latach 1552–1554 Zygmunt August wysłał go z misją dyplomatyczną do Rzymu. Po powrocie do kraju otrzymał godność kanonika krakowskiego i scholastyka łęczyckiego. W 1560 roku król ponownie wysłał go do Rzymu gdzie dostarczył obediencję dla nowego papieża Piusa IV oraz uzyskał zgodę na przeniesienie biskupa chełmskiego Jakuba Uchańskiego, pomimo wcześniejszych podejrzeń o herezję, na tron kujawski. Sukces ten sprawił, że Zygmunt August wysłał go ponownie do Rzymu i Neapolu w sprawie dochodzenia roszczeń polskiego króla do spadku po królowej Bonie. Zadowolony monarcha wystarał się dla Konarskiego o tron biskupi w Poznaniu zwalniając go jednocześnie w 1562 roku ze służby królewskiej, jednak nowo mianowany biskup powrócił dopiero z poselstwa w 1564 roku i dopiero wówczas objął urząd kościelny.
Po powrocie do kraju Konarski sprzeciwił się Uchańskiemu, który był już wówczas prymasem w sprawie zwołania synodu narodowego i udzielenia rozwodu królowi. W 1565 podczas obrad Sejmu protestował przeciwko wprowadzaniu podatków dla chłopów na cele obronne, proponując w zamian przeznaczenie na ten cel dochodów z ceł. W latach 1566–1567 biskup opuścił kraj i udał się do Padwy. Po powrocie do Polski, na Sejmie w 1569 roku starał się o wcielenie województwa kijowskiego do Korony oraz zastąpienie pospolitego ruszenia obroną potoczną. Był sygnatariuszem aktu unii lubelskiej 1569 roku. W latach 1570–1571 król wysłał go dwukrotnie jako mediatora do Maksymiliana II Habsburga w sprawie jego traktatu z Janem II Zygmuntem Zápolyą. Po raz trzeci udał się w 1571 roku do cesarza Maksymiliana II jako ambasador w sprawie zakazu uczestnictwa poddanych cesarza w żegludze narewskiej poddanych Habsburga.
W czasie sejmu konwokacyjnego w 1573 roku wziął udział w układaniu konfederacji warszawskiej jednak nie podpisał jej. Podczas elekcji popierał początkowo arcyksięcia Ernesta Habsburga, jednak ostatecznie poparł Walezego. W 1573 roku potwierdził elekcję Henryka III Walezego na króla Polski. Został też przewodniczącym delegacji sejmowej wiozącym Henrykowi warunki koronacji, jednak przyjął tę funkcję niechętnie z powodu przyznania Andrzejowi II Górce – przywódcy protestantów roli jego zastępcy. Podczas pobytu w Paryżu złożył, 29 sierpnia 1573 roku, na ręce króla protest duchowieństwa przeciw konfederacji warszawskiej. Protest ten powtórzył podczas sejmu koronacyjnego. U schyłku życia, po ucieczce Walezego, naraził się szlachcie nawołując do cierpliwego oczekiwania na powrót króla lub abdykację, a nie przeprowadzanie kolejnej elekcji która może doprowadzić do dwuwładzy.

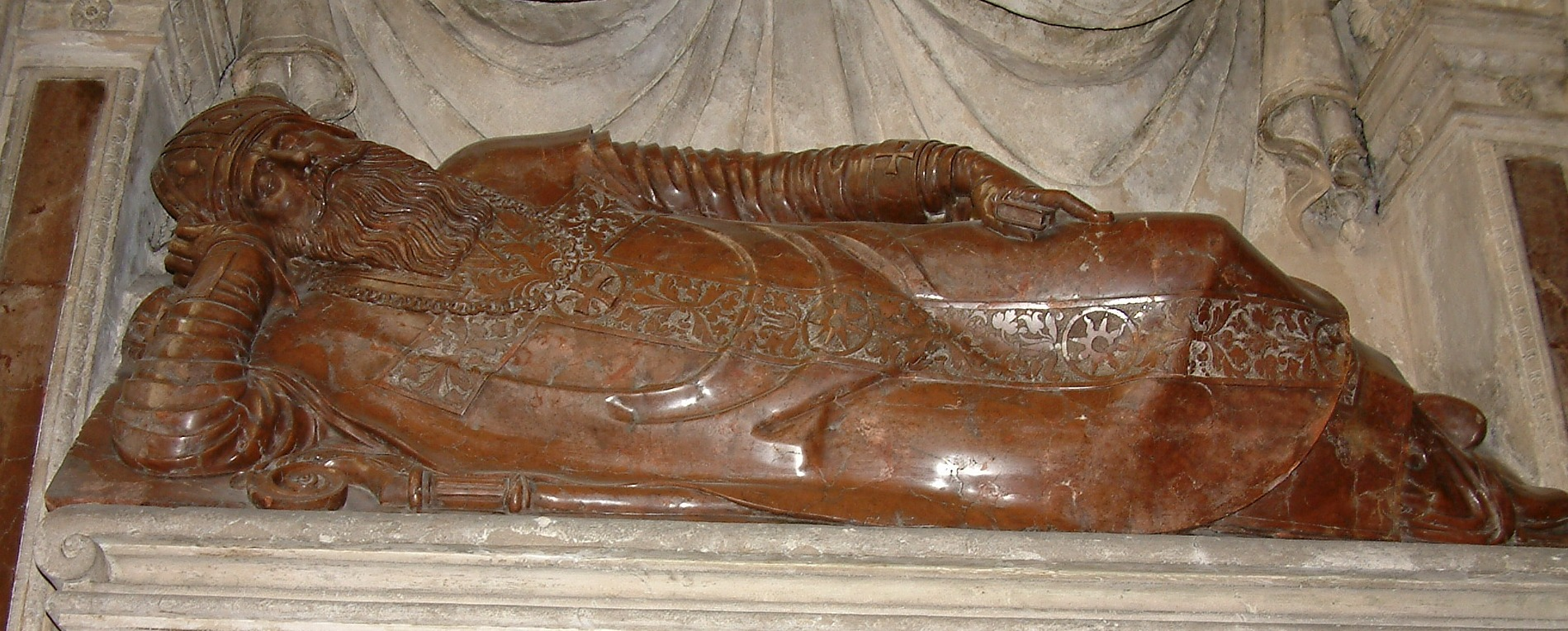
Nagrobek Adama Konarskiego w poznańskiej katedrze

Jako biskup poznański zapisał się jako gorący zwolennik kontrreformacji. Starał się o poprawę obyczajów kleru, sprowadził do Poznania jezuitów doprowadził; do założenia przez nich w mieście kolegium. W walce z reformacją nie ograniczał się wyłącznie do mieszczan. Rodowi Górków zabraniał pochówku Łukasza III w rodzinnym grobowcu w poznańskiej katedrze, ponieważ ten był protestantem.
Pochowany w katedrze śś. Apostołów Piotra i Pawła w Poznaniu. Za zasługi kapituła poznańska po śmierci ufundowała mu wystawny nagrobek dłuta Hieronima Canavasiego w poznańskiej katedrze.